# Manhunt (Captain Scarlet-aflevering)
"Manhunt" is de vierde aflevering van de televisieserie Captain Scarlet and the Mysterons, een sciencefictionserie waarin gebruikgemaakt wordt van de poppenspeltechniek supermarionation. De aflevering werd voor het eerst uitgezonden op ATV Midlands in Engeland op 20 oktober 1967. Qua productievolgorde was het echter de vijfde aflevering.

## Plot
In Cloudbase presenteren Captain Scarlet en Captain Blue aan Colonel White een rapport van hun onderzoek naar Mysteronactiviteiten in Sydney, Australië. White maakt zich zorgen als hij leest dat Scarlet gewond is geraakt, maar Scarlet verzekert hem dat Dr. Fawn hem er weer bovenop heeft geholpen. De Kolonel geeft toe dat de melding van Mysterons in Sydney vals alarm was.
Ondertussen is Harris, een nachtportier in het Culver Atoomcentrum, bijna klaar met zijn dienst. Terwijl hij de vierde verdieping onderzoekt, hoort hij geluiden uit het laboratorium. Zich niet bewust dat Captain Black achter de deur staat gaat hij de kamer binnen, en wordt van achter neergeslagen door Black. Harris kan nog wel de alarmknop op zijn uniform indrukken voordat hij flauwvalt. In de controlekamer kan coördinator Richards geen contact meer krijgen met Harris, en beveelt dat het hele centrum moet worden afgesloten. Een aantal bewakers achtervolgen Captain Black, maar die weet te ontkomen via een radioactief gebied.
Via een radiobericht laten de Mysterons weten dat hun oorlog tegen de mensheid nog niet ten einde is. In Cloudbase bekijkt Colonel White enkele bewakingsvideo's en concludeert dat de man die inbrak bij het atoomcentrum inderdaad Captain Black is. Blue is verbaasd dat Black nog leeft, maar White vertelt hem dat Black al voor de Mysterons werkt sinds zijn terugkeer van Mars. Black probeerde nu in te breken bij het atoomcentrum, maar werd daarbij blootgesteld aan een kleine isotoop. Hoewel de radioactiviteit hem fysiek niet zal deren, zorgt het er wel voor dat Black de komende 48 uur kan worden gedetecteerd met een langeafstandsgeigerteller. Daarmee is de jacht op Captain Black geopend.
Spectrumtrucks doorzoeken het gebied rond het atoomcentrum en beginnen te scannen met ingebouwde geigertellers. Scarlet en Blue rijden met een Spectrum Saloon naar een hangar om een SPV te bemachtigen. In de Cloudbase worden de Angels eropuit gestuurd. Lieutenant Green krijgt van White geen toestemming om met de jacht mee te doen, aangezien het controlecentrum van de Cloudbase volledig bemand moet zijn als Black wordt gevangen.
Ondertussen komt Black aan bij een tankstation waar een monteur bezig is het interieur van een open auto te onderzoeken. Black activeert het platform waar de auto opstaat, waardoor de auto tegen het plafon van het gebouw botst en de monteur wordt geplet. Direct daarna verschijnen de Mysteron ringen bij het lichaam.
Later komen Scarlet en Blue aan bij het benzinestation om hun SPV op te halen. Ze worden begroet door de kopie van de monteur, die beweerd hen al te verwachten en dat de SPV in een als olie opslagtank vermomde hangar staat. Scarlet vertrouwt het niet omdat de monteur hen niet eerst om een identificatie vraagt. Wanneer de monteur een pistool trekt, schiet Scarlet hem dood. De hangar blijkt leeg te zijn, en Scarlet meldt Colonel White dat Black vermoedelijk de SPV heeft gestolen.
In een achtervolgingsvoertuig berekend een geigerbeheerder de koers van Blacks SPV, en Captain Grey geeft de coördinaten door aan Cloudbase. Colonel White stuurt Symphony Angel eropuit voor nader onderzoek, en ze vindt al snel Blacks SPV die met hoge snelheid over de snelweg rijdt. Captain Ochre laat een wegblokkade opzetten, maar de Mysterons waarschuwen Black voor het gevaar en hij rijdt weer terug naar het atoomcentrum.
Blue en Scarlet vinden de bandensporen van de SPV in de berm naast de weg. Ook zien ze tot hun schok een verlaten Angeljet, en concluderen dat Black Symphonie Angel moet hebben gevangen. Met nog maar 24 uur te gaan voordat Blacks ioniserende straling geheel is verdwenen wordt er extra vaart achter de jacht gezet. Al snel ontdekken ze dat Black weer in het atoomcentrum is. White vermoed dat Black is teruggegaan naar het centrum omdat de vele ioniserende straling daar het onmogelijk maakt Black te vinden met de geigerteller. In het centrum zet Black Symphonie Angel vast in een kamer en stelt haar bloot aan een dodelijke dosis straling. Echter, voordat ze sterft deactiveerd hij de straling en geeft haar een enkele kans om te ontsnappen.
Even later verlaat de gestolen SPV het centrum weer en Voertuig 3 bevestigd dat Black de chauffeur is. Scarlet en Blue zetten de achtervolging in met hun Spectrum Saloon totdat de SPV middels een wegblokkade tot stilstand wordt gebracht. Tot ieders verbazing zit niet Captain Black, maar Symphony Angel achter het stuur van de SPV. Van Black ontbreekt ieder spoor.
Terug in Cloudbase concludeert Colonel White dat Spectrum om de tuin is geleid. Black stelde Symphony Angel expres bloot aan straling zodat de geigertellers haar zouden oppikken en iedereen zou denken dat Black in de SPV zat. Black zelf is inmiddels niet langer radioactief en dus niet meer op te sporen. Lieutenant Green wil echter wel graag weten waarom Symphony met de SPV doorreed tot ze niet verder kon, en niet gewoon eerder was gestopt. Ze bekent dat ze nog nooit eerder in een SPV had gereden, en dit haar enige kans was.

## Rolverdeling

### Regularie stemacteurs
- Captain Scarlet — Francis Matthews
- Captain Blue — Ed Bishop
- Colonel White — Donald Gray
- Lieutenant Green — Cy Grant
- Captain Ochre — Jeremy Wilkin
- Captain Grey — Paul Maxwell
- Symphony Angel — Janna Hill
- Captain Black — Donald Gray
- Stem van de Mysterons — Donald Gray

### Gastrollen
- Harris — Charles Tingwell
- Richards — Gary Files
- Geigerbeheerder — David Healy
- Garage monteur — Gary Files
- Veiligheidschef — Martin King
- Bewaker — Paul Maxwell
- Bewaker steme 1 — Jeremy Wilkin
- Bewaker stem 2 — David Healy

## Fouten
- Captain Greys geigerteller gaf de koers van Blacks SPV aan als “zero-two-three degrees, seventeen minutes”, maar op het moment dat Grey de koers meldde aan Cloudbase, veranderde dit opeens in “zero-two-three point one-seven”.
- In deze aflevering is Captain Black perfect zichtbaar op de opnames gemaakt door de bewakingscamera's, maar in de aflevering Flight 104 werd onthuld dat Mysterons en hun agenten op films en foto's alleen zichtbaar zijn als silhouetten.

## Trivia
- Captain Black toont in deze aflevering voor het eerst een moment waarin zijn eigen persoonlijkheid even de controle van de Mysterons overtreft, namelijk wanneer hij Symphony laat gaan.
- De aflevering "Treble Cross" bevat een flashback van deze aflevering.
- Dit is de eerste aflevering waarin Captain Scarlet niet zwaargewond raakt.
- De muziek die te horen is op de radio in de garage is afkomstig uit Gerry Andersons live-action film Crossroad to Crime.
- Barry Grays originele muziek voor deze aflevering werd gebruikt in Place of the Angels.